# Paim Filho
Paim Filho é um município brasileiro do estado do Rio Grande do Sul. Seu nome é uma homenagem a Firmino Paim Filho (1884-1971), deputado e senador federal.